# Festival di Bellaria
Il Festival di Bellaria “Voci Nuove”, anche conosciuto semplicemente come Festival di Bellaria è stata una manifestazione musicale italiana che si è svolta nella città di Bellaria Igea Marina dal 1961 al 1967 e veniva trasmessa televisivamente sul Secondo Canale.

## Storia della manifestazione

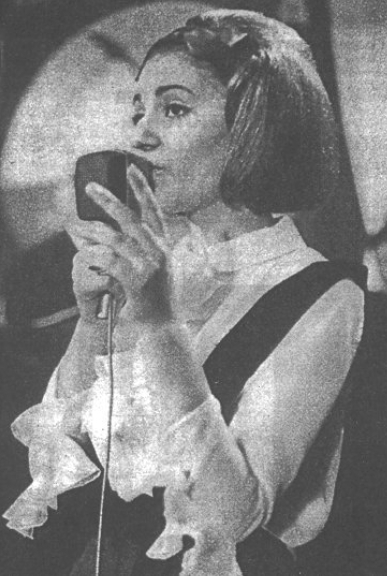
Mimì Berté al Festival di Bellaria del 1964.

Il Festival di Bellaria venne organizzato a partire dal 1961, con il patrocinio dell'Azienda Autonoma di Soggiorno di Bellaria-Igea Marina, con l'obiettivo di scoprire e lanciare nuovi talenti musicali, sul modello del Festival di Castrocaro; si svolgeva ogni anno nel mese di aprile o in quello di maggio nella cittadina romagnola.
Il nome ufficiale della manifestazione era Festival voci nuove di tutta l'Italia, cambiato nel 1966 in Festival voci nuove e complessi beat di tutta l'Italia.
Dopo le prime due edizioni, la manifestazione riesce ad acquisire un'importanza notevole, grazie alla scoperta ed al lancio di Gianni Morandi, che è messo sotto contratto dalla RCA Italiana: da quest'edizione ogni anno il vincitore ottiene un contratto discografico, e spesso anche altri partecipanti vengono lanciati dalle case discografiche; tra i nomi più noti ricordiamo Mia Martini, vincitrice nel 1963, Gianni Pettenati, vincitrice nel 1965, ed Ivan Graziani, che partecipò nel 1967 con il suo gruppo, l'Anonima Sound.

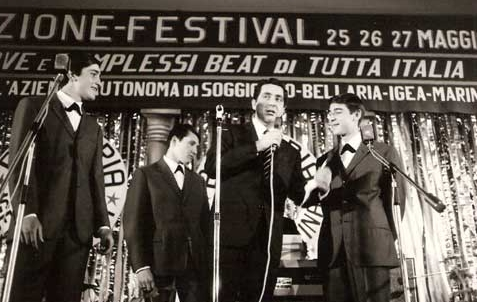
Corrado con il Trio Junior al Festival di Bellaria nel 1967.

Inoltre del Festival di Bellaria si occupano tutte le riviste musicali e di spettacolo nazionali.
Il presentatore del festival fu, per le edizioni dal 1962 al 1967, Corrado; proprio quest'ultima edizione non venne trasmessa in televisione a causa di alcuni problemi organizzativi, e la mancata trasmissione contribuì al declino del Festival di Bellaria.
Con la fine del decennio la manifestazione cessa l'attività.

## Vincitori
- 1962 (I edizione): Gianni Morandi con Andavo a cento all'ora (contratto con l'RCA Italiana)
- 1963 (II edizione): Vanis Rebecchi (contratto con la CGD)
- 1964 (III edizione): Mimì Berté con Come puoi farlo tu (contratto con la CAR Juke-Box)
- 1965 (IV edizione): Gianni Pettenati (contratto con la Fonit Cetra)
- 1966 (V edizione): Marisa Galvan (contratto con la Parade)
- 1967 (VI edizione): Trio Junior con Teenagers concerto (contratto con la Carosello)

## Altri artisti partecipanti
- 1962 : Ivana Borgia (contratto con l'ARC)
- 1963 : Caterina Caselli
- 1966 : Anonima Sound (contratto con la CBS)
- 1967 : Emanuela Benetti (Bologna), Elsa Pecorara (Piacenza), Anna They (San Secondo Parmense), Riccardo Cappelli (Firenze), Maria Tancredi (Foggia), Salvatore Barbagallo (Como), Aureliano Valentini (Rimini).